# Laboratoris Almirall
Laboratoris Almirall SA, actualment Almirall SA, és una companyia farmacèutica amb seu a Barcelona, fundada el 1943 i dedicada a produir i vendre medicaments a través de la seva R+D pròpia i d'acords i aliances.

## Història
El 1862, Francesc Mont i Almirall va obrir una farmàcia al carrer de Sant Pere del Taulat, 83 (actual Marià Aguiló, 95), i el 1864 la va traslladar al núm. 115 (actual 125) del mateix carrer (vegeu Farmàcia Almirall). El 1935, la farmàcia va passar a mans de Víctor Almirall i Riu, que el 1942 va inscriure la Farmàcia-Laboratori Almirall en el Sindicat Vertical d'Indústries Químiques, amb 7 medicaments registrats i amb ell mateix com a únic treballador.
El 1943 es van fundar els Laboratoris Almirall, amb Antoni Gallardo i Carrera (1908-1988) com a soci capitalista i Víctor Almirall com a director farmacèutic. Van iniciar l’activitat industrial el mes de gener del 1944, en un local de 50 m² situat al carrer Martínez de la Rosa, 65 de Gràcia. El 1951, l'empresa es va convertir en societat anònima.
La primavera del 1961 es va ampliar el laboratori, que ja albergava el departament de recerca de la companyia. Almirall va crear un important nombre d’antibiòtics i bàlsams, com la Sevilmina. Amb tot, l’empresa no va endegar una autèntica política recercadora fins a la dècada del 1970, amb l'obertura de diverses plantes de producció: Sant Celoni (1970), Sant Andreu de la Barca (1971) i Sant Just Desvern (1973), a més del centre d’Investigació de Sant Feliu de Llobregat (1971), instal·lacions que amplià en anys successius.
La feina iniciada durant aquesta època va cristal·litzar en forma de sol·licituds de patents en països de tecnologia avançada com ara els Estats Units, Japó, Alemanya, Regne Unit, Països Baixos o Corea del Sud, i el 1979 va crear el gastroprocinètic Cleboprida, el primer producte d'investigació interna que obtingué la llicència en un altre estat.
El 1995 es va inaugurar l'ampliació de la planta de Sant Andreu de la Barca, i el 1997 es fusionà amb el grup Prodesfarma, creat el 1960 per Antoni Vila i Casas, mitjançant la filial Almirall Prodesfarma SA, que actuà com a societat absorbent. El 2006 recuperà el nom de Laboratoris Almirall SA, i el 2009 canvià novament la denominació per Almirall SA.
El 2006 adquirí un nou centre d'investigació a Bad Homburg (Alemanya), a partir de l'integració de Sofotec el mateix any, i el juny del 2007, Almirall va començar a cotitzar a la Borsa.
Algunes adquisicions destacades han estat la francesa Pharmafarm (2001), Hermal (2007), Aqua Pharmaceuticals (2013), i ThermiGen LLC (2016). L'any 2014 vengué en règim de franquícia la seva divisió respiratòria a la britànica AstraZeneca.
El 2020, Almirall va guanyar 74,3 milions d'euros, un 30% menys que l'any anterior. L'any següent va tancar amb 40,9 milions de pèrdues. Segons els comptes anuals, les pèrdues es van justificar pels deterioraments comptables de diversos productes, encara que les vendes van créixer un 2,5%, impulsades pel negoci dermatològic.
La família Gallardo exerceix el control accionarial de la companyia, i el febrer del 2022 es va anunciar que Carlos Gallardo substituiria el seu pare Jorge en la presidència. L'estiu del mateix any, l'empresa va deixar de formar part de l'Ibex 35.

## Centres
La companyia disposa de tres centres de R+D, situats a Catalunya i Alemanya (Reinbek) i Suïssa (Lugano).
El centre de R+D de Sant Feliu de Llobregat alberga els departaments implicats en totes les fases, a més del desenvolupament de noves entitats químiques. S'hi dissenyen i desenvolupen els nous prototips d'inhaladors, com Genuair, i el centre de dermatologia de Reinbek està especialitzat en el desenvolupament de noves formulacions per al tractament de malalties de la pell.
També disposa de tres centres de producció: la planta farmacèutica de Sant Andreu de la Barca i la planta farmacèutica i química de Sant Celoni; i una planta farmacèutica a Alemanya (Reinbek). Disposa, a més, de 13 filials a Alemanya, Àustria, Bèlgica-Luxemburg, els EUA, Espanya, França, Països Baixos, Itàlia, Països Nòrdics, Polònia, Portugal, Regne Unit-Irlanda i Suïssa.

## Productes principals

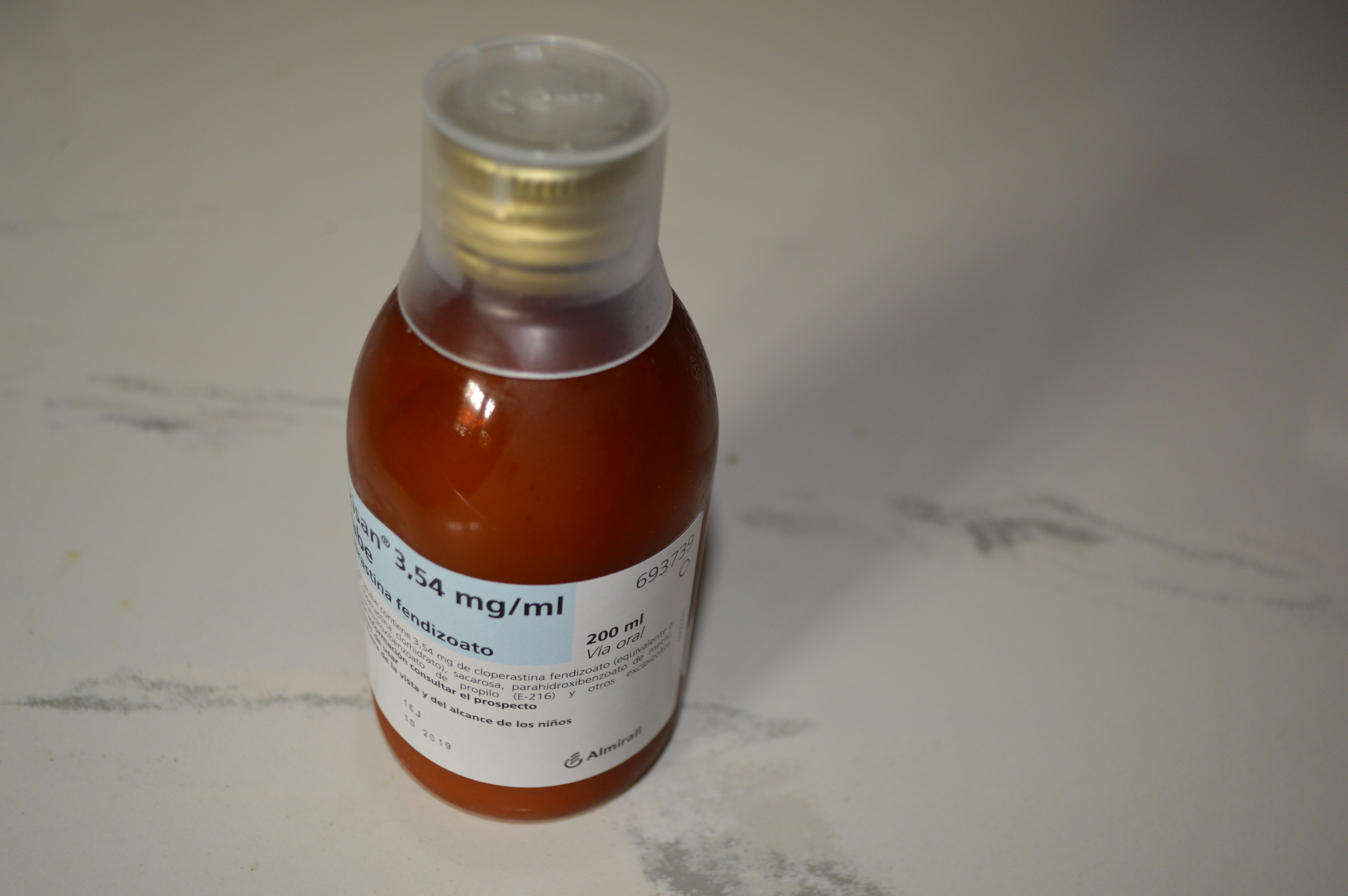
Vial amb cloperastina fendizoat, un antitossiu fabricat per Almirall

| Marca             | Principi actiu                           | Patologia                      |
| ----------------- | ---------------------------------------- | ------------------------------ |
| Ebastel           | Ebastina                                 | Al·lèrgia                      |
| Monodox           | Doxiciclina                              | Acne greu                      |
| Acticlate         | Hiclat de Doxiciclina                    | Acne greu                      |
| Almogran          | Almotriptan                              | Migranya                       |
| Tesavel i Efficib | Sitagliptina i Sitagliptina + Metformina | Diabetis                       |
| Solaraze          | Diclofenac sòdic                         | Queratosi actínica             |
| Airtal            | Aceclofenac                              | Dolor osteomuscular            |
| Decoderm          | Fluprednidè                              | Dermatitis micòtica            |
| Parapres          | Candesartan                              | Hipertensió                    |
| Almax             | Almagat                                  | Acidesa                        |
| Balneum           | Urea                                     | Pell seca                      |
| Cleboril          | Cleboprida                               | Reflux gastroesofàgic          |
| Cordran           | Fludroxicortida                          | Inflamació i pruïja de la pell |
| Actikerall        | 5-Fluorouracil / Àcid Salicílic          | Queratosi actínica             |
| Sativex           | THC / Cannabidiol                        | Espasticitat en EM             |
| Monovo            | Mometasona                               | Psoriasi                       |